# 伊藤賢治
伊藤贤治（1968年7月5日－)，昵称Itoken（イトケン），是日本电子游戏作曲与音乐家。他以圣剑传说系列和沙加系列作曲而成名，在生涯中为30余部电子游戏、15張專輯，及多場音乐会和演出等作编曲。他在年轻时学习演奏多种乐器，在教授的建议下，1990年大学毕业后直接进入史克威尔公司。他在此工作十年之余，创作了许多知名配乐。2001年他离开史克威尔成为自由作曲家，但此后依然同公司合作。
伊藤在离开史克威尔后，除了为十多部游戏谱曲外，还跨足舞台剧，参与其他人专辑的谱曲工作。伊藤还举办了专场曲目音乐会，并参与一般的电子游戏音乐活动，而且在其他音乐会上演奏钢琴。他为沙加和圣剑传说系列创作的曲目还被编为钢琴独奏，并出版为乐谱书。

## 传记

### 早年生活
伊藤贤治1968年7月5日出生于日本东京都板橋区，并从4岁时对音乐萌生兴趣。在听到经常和母亲路过的钢琴教室的演奏后，便开始产生了兴趣，他起先学习钢琴演奏然后他还对电子琴音乐感兴趣，但被钢琴教师劝阻。在10岁时，他学习演奏中音萨克斯、单簧管和钢琴，并想成为歌手或歌曲作家。在临近大学毕业时，他决定从事作曲事业；在向一名教授征求建议时，教授鉴于最近在日本成功的《勇者斗恶龙III》，建议他从事电子游戏音乐作曲。在1990年3月时，在向HAL研究所等数家电子游戏公司求职后，他进入了史克威尔。

### 职业生涯
他的第一個項目是進入史克威爾当年，与植松伸夫合作的Game Boy作品《沙加2 秘宝传说》。次年发行的《All Sounds of SaGa》——《魔界塔士 沙加》、《沙加2 秘宝传说》和《时空之霸者 沙加3 [完结篇]》的音乐合辑——标志着他的音乐首次随音乐专辑出版，伊藤所作的全部《沙加2》专辑都收录于此专辑。不久后的1991年，他为另一部Game Boy作品《圣剑传说 ～最终幻想外传～》谱曲，这是首个由他独立完成的作品。
接下来几年他继续为沙加系列谱曲，即超级任天堂的《浪漫沙加》、《浪漫沙加2》和《浪漫沙加3》。伊藤首张编曲专辑即源自这些原声，第一部游戏由水口昌昭以法国乐风编曲，后两部遊戲分别由福居良和岩代太郎以管弦乐编曲。伊藤原计划继续为圣剑传说系列的《圣剑传说2》谱写原声，但因忙于《浪漫沙加》配乐，不得不将任务交给初次配乐的菊田裕树。
伊藤从1995年起，开始为圣剑传说和沙加系列之外的游戏配音；这一年他为《恋爱是平衡》和八人配乐团队的《Tobal No. 1》作曲。1997年他再度为《沙加开拓者》作曲，并以《陆行鸟赛车》和《陆行鸟的不思议的迷宫》作为这一年代的收尾；在《陆行鸟赛车》中，他只为游戏中过往的陆行鸟和最终幻想音乐配乐，而在《陆行鸟的不思议的迷宫》中他只创作了几首乐曲。WonderSwan上的《卡片召唤师》是他以在史克威尔以作曲身分创作的最后一部作品。之后他在2001年史克威尔称为自由作曲人；他称此举可以让创作更为弹性，而不只是创作电子游戏音乐。
他在离开史克威尔后的首个原声是《卡牌召唤师II》，他将其视为自己的最好作品。他称这种感觉既因为是自由之后的首部作品，也是因为从作曲、编曲到音效制作，掌管了音乐制作的各方各面。此后他继续和史克威尔合作创作圣剑传说系列，他为他第二个游戏《圣剑传说 ～最终幻想外传～》的重制版《新约 圣剑传说》创作原声。两年后，他再次为合并后的史克威尔艾尼克斯创作《浪漫沙加》重制版《浪漫沙加 吟游诗人之歌》的配乐。之后他又为两部圣剑传说游戏《聖劍傳說DS 瑪娜之子》和《聖劍傳說 4》配乐。自2004年《魔力宝贝》的第三个扩展包以来，除了2008年的《勇者必须死》外，其他的电子游戏原声都是与他人合作的；这些年他除了电子游戏外，还为表演者谱写于制作电驱和专辑，此外还为戏剧和音乐会作曲。他还发行了他自己谱写的钢琴曲专辑；8首曲目中只有两曲来自他的电子游戏作品。

## 影响
伊藤在2006年9月22日“Press Start 2006 -Symphony of Games-”现场音乐会上现场演奏钢琴，此外他的几首曲目以管弦乐演出。而在之前2006年8月26日的“清田愛未×伊藤贤治合作现场演出”中，他亲自为清田爱未钢琴伴奏；而在黑魔导士——一支由原或现史克威尔音乐家雇员组成的乐队——尚未有全职钢琴手时，他还为他们音乐会上演奏钢琴。伊藤谱写的音乐还在《 Extra -Hyper Game Music Event 2007 》和《 Christmas Live 2008 gentle echo -prelude- 》上演出。
2009年2月21日在东京千代田内幸町大厅举办了伊藤专场音乐会《 gentle echo meeting 》。一支5名音乐家组成的团队演奏了他的8首歌曲，之中穿插了伊藤的演奏，以及他和樱井政博关于自己音乐的讨论。活动源自伊藤对主办一场自己音乐会的渴望，但在场地公司 Harmonics International 将之组转由伊藤一位高中同学运营后，在同学的坚持下，讨论伊藤音乐的栏目加入了程序。
DOREMI Music Publishing发行了《圣剑传说4》和《新约 圣剑传说》原声的钢琴编曲专辑。有两版收录全系列的音乐的“神剑传说 Best Collection Piano Solo Sheet Music”汇编书，第一版收录伊藤从《圣剑传说 ～最终幻想外传～》起的曲目，第二版追加了他的《圣剑传说4》配乐。Asako Niwa将各版全部歌曲重写为初中级钢琴独奏，不过他们尽可能让声音更接近原版。此外KMP Music Publishing还发行过收录由伊藤《新约 圣剑传说》原作品编曲的原声钢琴音乐书。DOREMI Music Publishing还发行了伊藤谱曲的沙加游戏音乐钢琴乐谱书；其中Asako Niwa以初中级难度重写了《浪漫沙加3》、《浪漫沙加 吟游诗人之歌》和《沙加开拓者》的音乐。

## 乐风与所受影响
伊藤的音乐灵感主要源自游戏影像，他从没玩过游戏本身。他只玩体育类游戏；而对于他所谱写的角色扮演游戏，他大多只看过介绍片。虽然他的曲目多为管弦乐，但却更偏爱在录音棚制作，除了管弦乐外，他也同样喜欢谱写“正常歌曲”。他擅長的音樂風格是民謠風，但是不擅長寫戰鬥曲。然而他称在《浪漫沙加3》的《四魔貴族戰鬥曲2》中，出于作曲意識改革破例试用了不擅长的電吉他。他也喜欢其他作曲家的电子游戏音乐，如星际火狐、勇者斗恶龙、最终幻想、巫术和信长之野望。日本流行乐和动画原声也对他有所启发，此外波爾·瑪麗亞、理查·克萊德門等的轻音乐，特别是弦乐也对他有影响。受此影响，他希望创作「当你放松时可以听听」的音乐。他还希望创作非电子游戏音乐作品并涉足民谣。

## 作品列表

### 遊戲
- 魔塔大陸3終結世界的少女詩歌（2001年） - 「風標」
- 辟邪除妖Renaissance系列 - 主題曲「メメント・モリ」
  - 辟邪除妖被囚禁靈魂的迷宮（2009年） - 主題曲
  - 辟邪除妖online~你，勿忘死~（2010年）
- Einheriaru~維京人的血脈~
- 神隱之狼（2009年） - 主題曲除外
- Culdcept系列
  - Culdcept Second
  - Culdcept Saga
- CroXino（2009年） - 「Beyond The Decision -Theme of CroXino-」
- 魔力寶貝（2001年） - 「楽園の卵」（2003年）、部份的編曲
- Dramatic Game 1844（2000年）
- 魔力寶貝2（2007年） - 與菊田裕樹共同作曲
- Sa·Ga2 祕寶傳說
- Sa·Ga2祕寶傳說 GODDESS OF DESTINY（2009年） - 作曲、編曲。原曲是植松伸夫
- Sa·Ga3 時空的霸者 Shadow or Light（2011年） - 與笹井隆司共同作曲、編曲。原曲是植松伸夫、藤岡千尋
- 浪漫沙加（1992年） - 「涙を拭いて」編曲（植松伸夫作曲）
- 浪漫沙加2（1993年） - 「伝説は始まる」「涙を拭いて」編曲（植松伸夫作曲）
- 浪漫沙加3（1995年）
- 沙加开拓者（1997年）
- 浪漫沙加 -吟游诗人之歌-（2005年） - 與關戸剛共同作曲
- 式姬草子（2011年） - 網頁遊戲
- 龍族拼圖（2012年）
- 龍族拼圖Z（2013年）

### 原創專輯
- Everlasting Melodies（2006年）
- GIFT BOX -Kenji Ito 20th Anniversary-（2010年）[18]

### 電視・廣播主題曲
- ニュース探究ラジオ Dig（日语：ニュース探究ラジオ Dig） - 主題曲、片尾曲（2010年4月 - 2013年3月）
- 杉田智和のアニゲラ!ディドゥーーン（日语：杉田智和のアニゲラ!ディドゥーーン） - 主題曲「月光的軌跡」[19]（2011年5月 - 2021年3月25日）